# Cromosoma marcador
Un cromosoma marcador (mar) és un cromosoma estructuralment anormal en què no es pot identificar cap part. La significança d'un marcador és molt variable i depèn del material que contingui.
És essencialment una trisomia parcial. Tanmateix, a vegades el marcador es compon de material genètic inactiu i té poc o cap efecte. Hi ha alguns marcadors que es transmeten per una família amb poc efecte. Hi ha alguns marcadors que sorgeixen com nous esdeveniments. Sovint, els marcadors no són transmesos, car es poden perdre durant la divisió cel·lular a causa de la seva mida reduïda. Alguns individus tenen múltiples marcadors. Quan es duen a terme estudis espacials per identificar el material es poden treure més conclusions sobre els efectes del marcador. Hi ha un marcador més comú anomenat duplicació invertida del cromosoma 15. És una síndrome específica que causa retardament en el desenvolupament, variacions físiques i sovint espasmes com a característiques. Sorgeix una situació difícil quan es troba un cromosoma marcador en un estudi prenatal com ara una amniocentesi. Si el marcador no és un dels més comuns i cap dels pares no el té, pot resultar molt difícil predir-ne els efectes. Habitualment, si un dels pares porta el mateix marcador, l'efecte és molt menor.